# Primera Directiva
A l'univers fictici de Star Trek, la Primera Directiva (també coneguda com a "Ordre General 1 de la Flota Estel·lar" i la "directiva de no-interferència") és un principi rector de la Flota Estel·lar que prohibeix als seus membres interferir amb el desenvolupament natural de les civilitzacions alienígenes. El seu objectiu declarat és protegir les civilitzacions no preparades del perill que les tripulacions de les naus estel·lars introdueixin tecnologia, coneixements i valors avançats abans que estiguin a punt.
Des de la seva introducció a la primera temporada de la sèrie original de Star Trek, la directiva ha aparegut en molts episodis de "Star Trek" com a part d'una qüestió moral sobre la millor manera d'establir relacions diplomàtiques amb nous mons alienígenes.

## La Primera Directiva
La Primera Directiva és una de les moltes directrius per al mandat de la Flota Estel·lar d'explorar la galàxia i "buscar nova vida i noves civilitzacions". Tot i que el concepte de la Primera Directiva ha estat al·ludit i parafrasejat per molts personatges de "Star Trek" durant la sèrie de televisió i els llargmetratges, el text de la directiva només es va revelar als espectadors el 2021 durant l'episodi "First Con-Tact" de Star Trek: Prodigy ambientat el 2383. Es van mostrar dues seccions del text, que són les següents:
| « | Secció 1: La tripulació de la Flota Estel·lar obeirà el següent amb qualsevol civilització que no hagi aconseguit un nivell proporcional de desenvolupament tecnològic i/o social tal com es descriu a l'Apèndix 1. a) Cap identificació d'un mateix o de la missió. b) Cap interferència amb el desenvolupament social, cultural o tecnològic d'aquest planeta. c) Cap referència a l'espai, altres mons o civilitzacions avançades. d) L'excepció a això és si aquesta societat ja ha estat exposada als conceptes enumerats aquí. Tanmateix, en aquest cas, s'aplica la secció 2. | » |

| « | Secció 2: Si aquesta espècie ha assolit el nivell proporcional de desenvolupament tecnològic i/o social tal com es descriu a l'Apèndix 1, o ha estat exposada als conceptes enumerats a la secció 1, cap membre de la tripulació de la Flota Estel·lar interactuarà amb aquesta societat o espècie sense abans recopilar informació extensa sobre les tradicions, lleis i cultura específiques d'aquesta espècie civilització. Aleshores, la tripulació de la Flota Estel·lar obeirà el següent. a) Si manté relacions diplomàtiques amb aquesta cultura, es mantindrà dins dels límits de les restriccions d'aquesta cultura. b) Cap interferència amb el desenvolupament social d'aquest planeta. | » |

La Primera Directiva s'aplicava amb freqüència a planetes menys desenvolupats que encara no havien descobert el motor de curvatura o la tecnologia de comunicació subespaial. La Primera Directiva també s'aplicava de vegades a civilitzacions avançades que ja coneixien la vida en altres mons però que estaven protegides per imperis fora de la jurisdicció de la Federació. El Primer contacte podia ser fet per la Federació amb mons alienígenes que havien descobert el motor de curvatura o que estaven a punt de descobrirr-lo, o amb civilitzacions altament avançades que simplement encara no s'havien aventurat a l'espai. En aquests casos, la Primera Directiva es va utilitzar com a política general per no interrompre ni interferir amb la seva cultura en establir relacions diplomàtiques pacífiques.
Les conseqüències per violar la Primera Directiva podien anar des d'una severa amonestació fins a una degradació, depenent de la gravetat de la infracció. Tanmateix, l'aplicació d'aquestes normes, i les interpretacions de la mateixa Primera Directiva, variaven molt i estaven a discreció de l'oficial al comandament. En molts casos, personal destacat de la Flota Estel·lar com els capitans James T. Kirk, Jean-Luc Picard, Kathryn Janeway i Benjamin Sisko van incomplir voluntàriament la Primera Directiva, però no van patir cap càstig ni conseqüència real per fer-ho.
No obstant això, la Primera Directiva no és absoluta. Se sap que els capitans de naus estel·lars la violen per protegir les seves naus i tripulacions, i certes regulacions de la Flota Estel·lar com ara la Directiva Omega poden fins i tot declarar-la nul·la i sense efecte en determinades circumstàncies.

## Creació i evolució
La creació de la Primera Directiva s'atribueix generalment al productor de la "Sèrie Original" Gene L. Coon. Escriptors posteriors han suggerit que la Primera Directiva va ser influenciada per la Guerra del Vietnam o dissenyada per mostrar una civilització que havia evolucionat més enllà del colonialisme. Això hauria estat coherent amb les perspectives polítiques de Coon i Roddenberry, però la noció de primer contacte de ciència-ficció i els seus possibles danys ja tenien una història de dècades el 1966.